# Concrete Genie
Concrete Genie est un jeu vidéo d'action-aventure développé par Pixelopus, un développeur faisant partie de SIE Worldwide Studios, pour la PlayStation 4. Le jeu a été annoncé lors de la PlayStation Media Showcase de Sony à la Paris Games Week 2017 le 30 octobre 2017 et a été publié le 8 octobre 2019.

## Histoire
L'histoire se déroule dans une petite ville nommée Denska, qui a été principalement abandonnée et polluée. Un jeune garçon nommé Ash griffonne régulièrement dans son carnet. Un groupe d'intimidateurs volent le livre, arrachent les pages et les dispersent dans toute la ville. Ash part en quête de récupérer ses pages. Au fil de cette quête, il découvre un pinceau qui donne vie à ses créations. Ash doit surmonter les intimidateurs et ramener la vie dans sa ville natale.

## Système de jeu
Le joueur contrôle Ash et utilise les commandes de mouvement du DualShock 4 pour créer des paysages dans la ville de Denska. Ces paysages se transforment en portraits vivants de la façon dont le joueur peint les créatures et la couleur qu'il / elle peint affecteront leur personnalité. Par exemple, la peinture rouge confère à une créature des capacités de respiration de feu. En plus du dessin de style libre, il y a un ensemble de puzzles de base dans le jeu que le joueur doit résoudre à travers ses illustrations.
Le joueur gagne plus d'accès à Denska au fil du temps, mais au début de la partie, le joueur n'a accès qu'à un seul quartier. Tout au long du jeu, les intimidateurs se déplaceront à travers la ville et feront mourir l'œuvre d'art. Ils peuvent également intimider Ash, le joueur doit donc éviter les brutes lorsque Ash traverse la ville. Le joueur peut également réparer l'illustration ruinée.
Le chef de projet Brent Gocke dit que le jeu dure entre cinq et six heures. Le développeur étudie actuellement un composant multi-joueurs pour le jeu.

## Développement
Pixelopus a été le développeur principal du jeu. Le directeur créatif Dominic Robillard dit que le jeu est fortement inspiré de la Jet Set Radio de Sega, tandis que le concept de la peinture des arts de la rue est venu de l'un des membres de l'équipe, Ashwin Kumar, qui a grandi en Inde. Le jeu n'évaluerait pas les créations des joueurs car l'équipe ne voulait pas juger la création des joueurs. Le jeu propose un mode histoire qui traite de thèmes comme l'intimidation. Le jeu a ensuite été reporté à la fin de 2019, bien que Pixelopus ait confirmé que le jeu sera publié avec un mode pour le casque PlayStation VR.

## Réception
Concrete Genie a été accueilli favorablement à sa sortie; le jeu détient un score de 75/100 sur l'agrégateur d'avis Metacritic basé sur 83 critiques et 8.3 de la part des joueurs sur 306 avis, indiquant des avis "généralement favorables". Les avis positifs mettent essentiellement en avant son style visuel, son atmosphère, ses éléments thématiques et son gameplay basé sur l'art, tandis que les critiques sont principalement dirigées vers le niveau de difficulté, jugé trop faible, et le système de combat du jeu,.

### Prix remportés
| Années | Prix                                           | Catégorie                                                        | Résultat   | Réf.   |
| ------ | ---------------------------------------------- | ---------------------------------------------------------------- | ---------- | ------ |
| 2019   | Gamescom                                       | Meilleur jeu d'Action/Aventure                                   | Nomination |        |
| 2019   | Gamescom                                       | Meilleur jeu familial                                            | Lauréat    |        |
| 2019   | Gamescom                                       | Meilleur jeu PlayStation 4                                       | Nomination |        |
| 2019   | Golden Joystick Awards                         | Jeu PlayStation de l'année                                       | Nomination | [ 5 ]  |
| 2019   | Game Awards 2019                               | Games for Impact                                                 | Nomination | [ 6 ]  |
| 2020   | New York Game Awards                           | Prix du meilleur jeu pour enfants du Central Park Children's Zoo | Nomination | [ 7 ]  |
| 2020   | 23e cérémonie des D.I.C.E. Awards              | Réalisation exceptionnelle en direction artistique               | Nomination | [ 8 ]  |
| 2020   | 23e cérémonie des D.I.C.E. Awards              | Réalisation technique exceptionnelle                             | Nomination | [ 8 ]  |
| 2020   | NAVGTR Awards                                  | Conception des contrôles en réalité virtuelle                    | Nomination | [ 9 ]  |
| 2020   | NAVGTR Awards                                  | Réalisation en réalité virtuelle                                 | Nomination | [ 9 ]  |
| 2020   | NAVGTR Awards                                  | Bande originale (Original Light Mix Score, New IP)               | Nomination | [ 9 ]  |
| 2020   | NAVGTR Awards                                  | Conception sonore en réalité virtuelle                           | Nomination | [ 9 ]  |
| 2020   | SXSW Gaming Awards                             | Excellence en réalisation technique                              | Nomination | [ 10 ] |
| 2020   | 16e cérénomie des British Academy Games Awards | Réussite artistique                                              | Nomination | [ 11 ] |
| 2020   | 16e cérénomie des British Academy Games Awards | Prix familial                                                    | Nomination | [ 11 ] |
| 2020   | 18th Annual G.A.N.G. Awards                    | Meilleure sonorisation des scènes cinématiques                   | Nomination | [ 12 ] |
| 2020   | 18th Annual G.A.N.G. Awards                    | Meilleure bande sonore interactive                               | Nomination | [ 12 ] |
| 2020   | 18th Annual G.A.N.G. Awards                    | Meilleur mixage audio                                            | Nomination | [ 12 ] |